# Vera pok

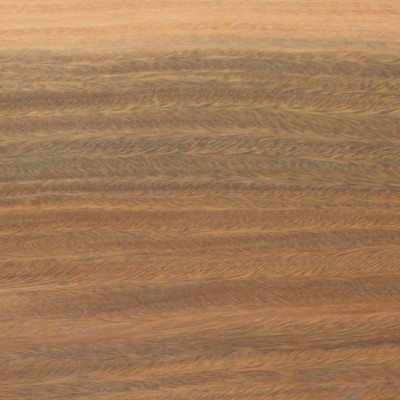
Vera pok: uitgesproken kruisdraad

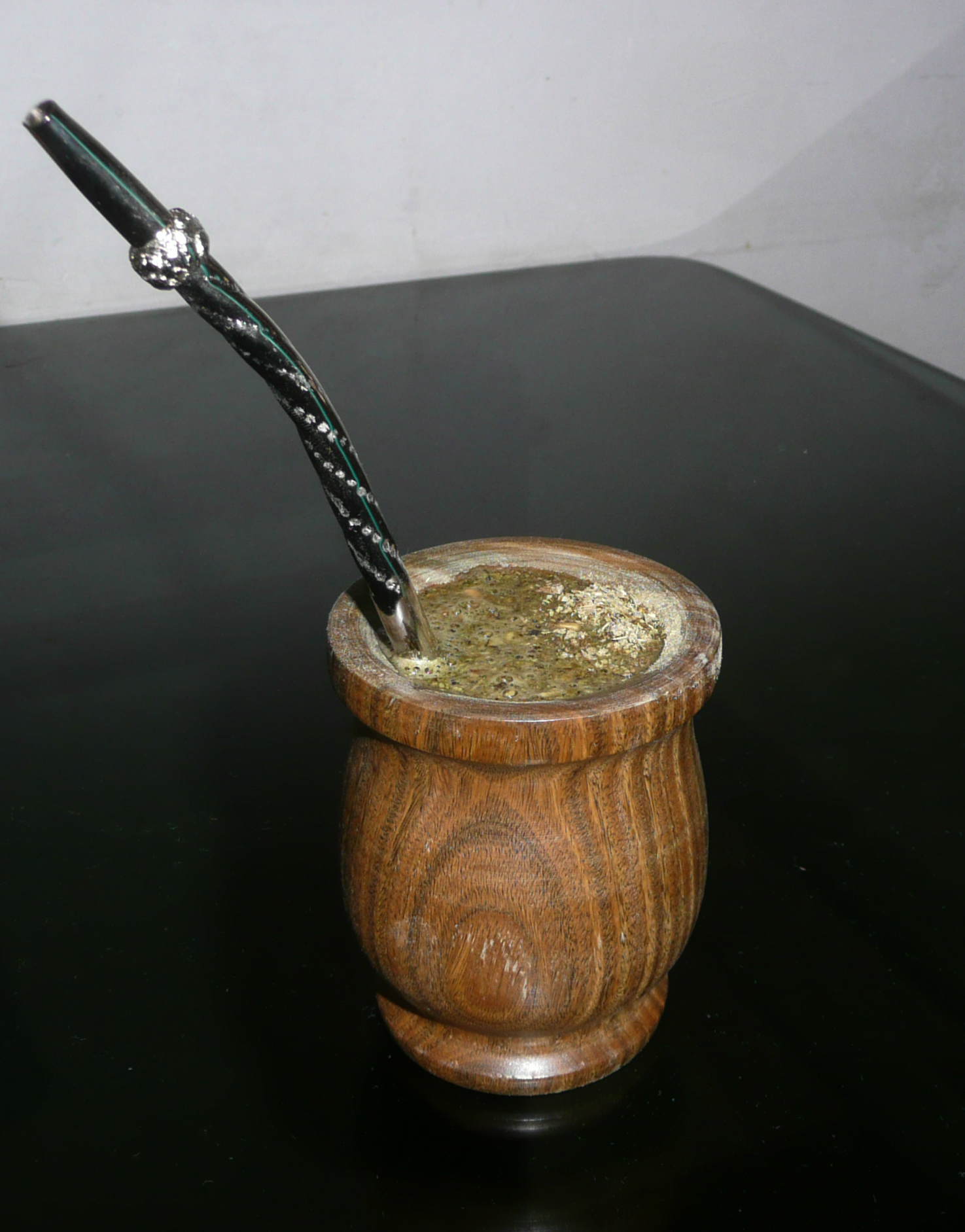
Bekertje

Vera pok is een tropische houtsoort die in eigenschappen lijkt op pokhout, maar in alle opzichten net iets minder is. Net als pokhout is het heel hard en zwaar (maar minder dan pokhout); ook is het enigszins zelfsmerend. Voor sommige toepassingen kan het pokhout inderdaad vervangen, maar het is bijvoorbeeld niet geschikt voor lagers van de assen van schepen.
Ook uiterlijk lijkt het enigszins op pokhout; zo is het ook kruisdradig. Het is echter fijner van nerf. Het is vrij lastig te bewerken, maar heel goed te draaien en glad af te werken.
Deze houtsoort wordt geleverd door soorten van niet al te grote bomen uit de familie Zygophyllaceae (dezelfde familie als het pokhout), vooral Bulnesia arborea / Gonopterodendron arborea / Plectrocarpa arborea, maar deels ook door Bulnesia sarmientoi / Gonopterodendron sarmientoi / Plectrocarpa sarmientoi. Beide soorten komen voor in Zuid-Amerika. De laatste van de twee staat op de CITES II lijst: het hout mag niet zonder papieren geïmporteerd worden.

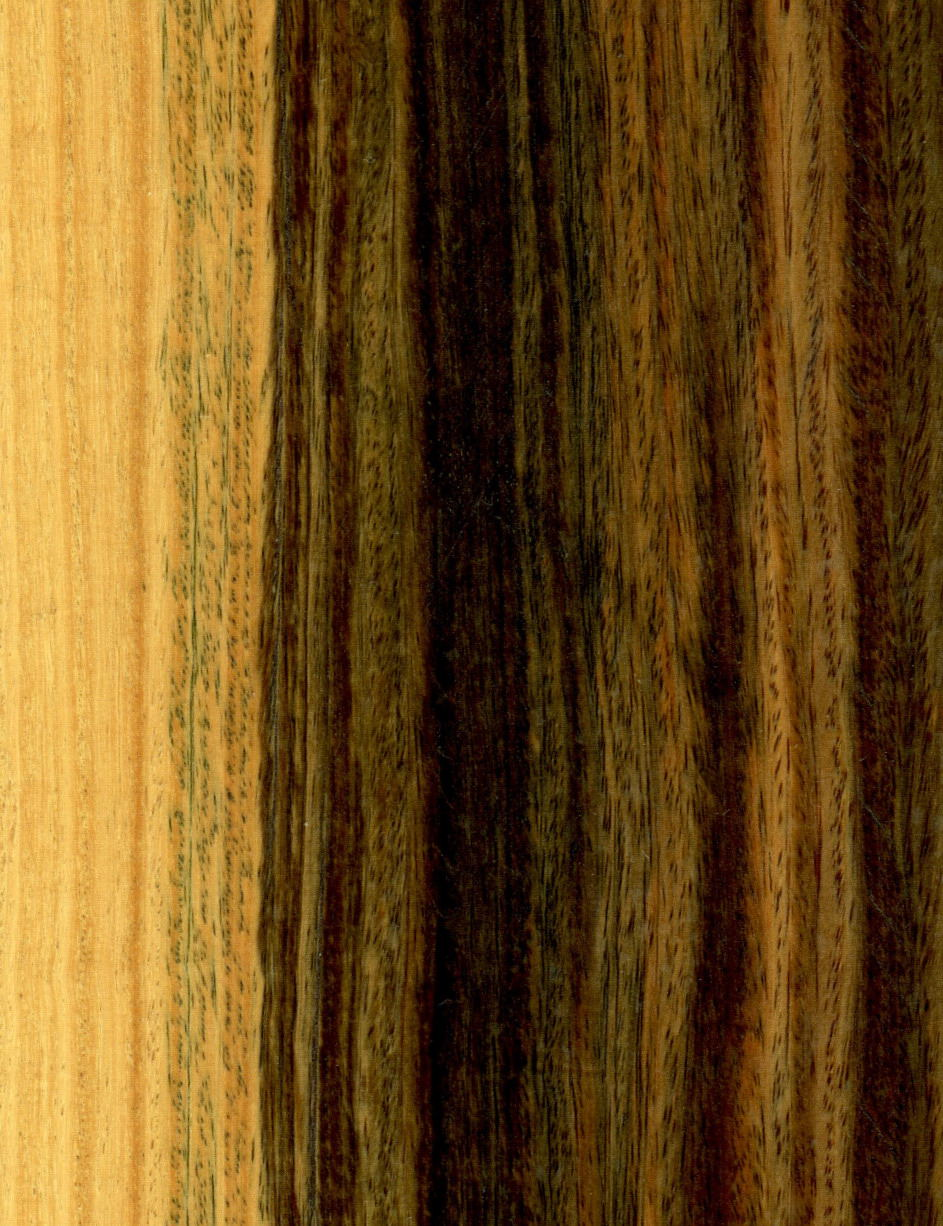
Hout van Bulnesia sarmientoi / Gonopterodendron sarmientoi / Plectrocarpa sarmientoi